# Bulldog Stadium
Le Bulldog Stadium, connu pour des raisons de parrainage sous le nom de Valley Children's Stadium, est un stade de football américain de 41 031 places situé sur le campus de l'université d'État de Californie à Fresno à Fresno (Californie). L'équipe de football américain universitaire de Fresno State Bulldogs évolue dans cette enceinte inaugurée en 1980. Ce stade est la propriété de l'université.
Ce stade a accueilli le California Bowl de 1981 à 1991.
L'enceinte fut agrandie en 1991 avec l'ajout de 10 000 places supplémentaires et de 22 loges. Malgré ces aménagements, le stade est toujours trop petit pour recevoir tous les supporters des Bulldogs. Depuis son ouverture en 1980, les matches se jouent en effet presque tous à guichets fermés et la capacité officielle de 41 031 places fut plusieurs fois dépassée. La moyenne des spectateurs pour la saison 2001 culmine ainsi à 42 802.